# Unisono (singolo)
Unisono è il singolo promo radio di Patty Pravo, pubblicato il 14 gennaio 2011 dalla casa discografica Carosello.

## Il brano
Unisono è una canzone scritta da Giuliano Sangiorgi nel 2010.
Il brano anticipa ed è inserita nell'album di Patty Pravo intitolato Nella terra dei pinguini, pubblicato il 16 febbraio 2011, nell'immediato dopo il Festival di Sanremo 2011 a cui la cantante partecipa con Il vento e le rose.

## Tracce
Download digitale
1. Unisono – 4:00 (Giuliano Sangiorgi)